# Attjetjärnen
Attjetjärnen är en sjö i Lycksele kommun i Lappland och ingår i Umeälvens huvudavrinningsområde. Sjön har en area på 0,0734 kvadratkilometer och ligger 285 meter över havet. Sjön avvattnas av vattendraget Tannbäcken.

## Delavrinningsområde
Attjetjärnen ingår i det delavrinningsområde (716053-163026) som SMHI kallar för Utloppet av Tuvträsket. Medelhöjden är 314 meter över havet och ytan är 25,52 kvadratkilometer. Det finns inga avrinningsområden uppströms utan avrinningsområdet är högsta punkten. Tannbäcken som avvattnar avrinningsområdet har biflödesordning 2, vilket innebär att vattnet flödar genom totalt 2 vattendrag innan det når havet efter 159 kilometer. Avrinningsområdet består mestadels av skog (71 procent) och sankmarker (24 procent). Avrinningsområdet har 0,4 kvadratkilometer vattenytor vilket ger det en sjöprocent på 1,6 procent.